# Gmina Sllovë
Gmina Sllovë (alb. Komuna Sllovë) – gmina  położona w środkowej części Albanii. Administracyjnie należy do okręgu Dibra w obwodzie Dibra. W 2011 roku populacja gminy wynosiła 2405 w tym 1170 kobiet oraz 1235 mężczyzn, z czego Albańczycy stanowili 97,59% mieszkańców.
W skład gminy wchodzi dziesięć miejscowości: Sllova, Kalla, Vlesha, Zalli i Kalisit, Palamani, Dypjaka, Sllatina, Shumbati, Venishte, Trojaku.